# Hercé
Hercé és un municipi francès situat al departament de Mayenne i a la regió de País del Loira. L'any 2007 tenia 326 habitants.

## Demografia

### Població
El 2007 la població de fet de Hercé era de 326 persones. Hi havia 124 famílies de les quals 20 eren unipersonals (12 homes vivint sols i 8 dones vivint soles), 60 parelles sense fills i 44 parelles amb fills.
La població ha evolucionat segons el següent gràfic:
Habitants censats

### Habitatges
El 2007 hi havia 155 habitatges, 125 eren l'habitatge principal de la família, 21 eren segones residències i 9 estaven desocupats. 150 eren cases i 5 eren apartaments. Dels 125 habitatges principals, 92 estaven ocupats pels seus propietaris i 33 estaven llogats i ocupats pels llogaters; 1 tenia una cambra, 6 en tenien dues, 15 en tenien tres, 34 en tenien quatre i 69 en tenien cinc o més. 97 habitatges disposaven pel capbaix d'una plaça de pàrquing. A 49 habitatges hi havia un automòbil i a 73 n'hi havia dos o més.

### Piràmide de població
La piràmide de població per edats i sexe el 2009 era:
| Homes | Edats   | Dones |
| ----- | ------- | ----- |
| 0     | 95 o +  | 0     |
| 0     | 90 a 94 | 0     |
| 4     | 85 a 89 | 0     |
| 0     | 80 a 84 | 4     |
| 4     | 75 a 79 | 0     |
| 8     | 70 a 74 | 8     |
| 4     | 65 a 69 | 8     |
| 24    | 60 a 64 | 12    |
| 8     | 55 a 59 | 8     |
| 12    | 50 a 54 | 0     |
| 16    | 45 a 49 | 20    |
| 20    | 40 a 44 | 4     |
| 4     | 35 a 39 | 20    |
| 8     | 30 a 34 | 4     |
| 8     | 25 a 29 | 12    |
| 8     | 20 a 24 | 12    |
| 16    | 15 a 19 | 8     |
| 0     | 10 a 14 | 16    |
| 4     | 5 a 9   | 8     |
| 12    | 0 a 4   | 8     |

## Economia
El 2007 la població en edat de treballar era de 212 persones, 163 eren actives i 49 eren inactives. De les 163 persones actives 156 estaven ocupades (87 homes i 69 dones) i 7 estaven aturades (7 dones i 7 dones). De les 49 persones inactives 21 estaven jubilades, 16 estaven estudiant i 12 estaven classificades com a «altres inactius».

### Ingressos
El 2009 a Hercé hi havia 124 unitats fiscals que integraven 333 persones, la mediana anual d'ingressos fiscals per persona era de 16.151 €.

### Activitats econòmiques
Dels 11 establiments que hi havia el 2007, 2 eren d'empreses de fabricació d'altres productes industrials, 4 d'empreses de construcció, 2 d'empreses de comerç i reparació d'automòbils, 1 d'una empresa de transport, 1 d'una empresa d'hostatgeria i restauració i 1 d'una entitat de l'administració pública.
Dels 4 establiments de servei als particulars que hi havia el 2009, 1 era una fusteria, 2 lampisteries i 1 restaurant.
L'any 2000 a Hercé hi havia 32 explotacions agrícoles que ocupaven un total de 861 hectàrees.

## Poblacions més properes
El següent diagrama mostra les poblacions més properes.